# Other Voices
Other Voices és el setè àlbum d’estudi de la banda de rock nord-americana The Doors, publicat al 1971 per Elektra Records. És el primer treball de la banda sense Jim Morrison, mort sobtadament tres mesos abans. La veu principal dels temes va anar a càrrec del teclista Ray Manzarek i del guitarrista Robby Krieger.

## Enregistrament
Després de l’èxit de vendes i crítica de L.A. Woman, i la mort de Morrison, els tres membres restants de The Doors van decidir continuar en actiu com a trio, enregistrant unes cançons amb les que estaven treballant tot esperant que Morrison tornés de Paris per finalitzar-les.
Robby Krieger, en una entrevista de 2021, va apuntar al moment de desconcert en que es van trobar de cop tots tres i la pressió de la companyia discogràfica com a principals factors a l’hora de prendre aquesta decisió.

## Publicació
Other Voices va ser publicat el 18 d’octubre de 1971. Va tenir una acollida pel públic discreta respecte als seus treballs anteriors aconseguint la posició més baixa d’un àlbum de The Doors a la llista Billboard 200 fins aquell moment, la 31. «Tightrope Ride» va ser el senzill promocional, arribant a la posició 71 de la llista Billboard Hot 100.

## Llista de cançons
| 1. | «In the Eye of the Sun»        | Ray Manzarek              | 4:48 |
| 2. | «Variety Is the Spice of Life» | Robby Krieger             | 2:50 |
| 3. | «Ships w/ Sails»               | R. Krieger, John Densmore | 7:38 |
| 4. | «Tightrope Ride»               | R. Krieger, R. Manzarek   | 4:15 |

| 1. | «Down on the Farm»      | R. Krieger              | 4:15 |
| 2. | «I'm Horny, I'm Stoned» | R. Krieger              | 3:55 |
| 3. | «Wandering Musician»    | R. Krieger              | 6:25 |
| 4. | «Hang on to Your Life»  | R. Krieger, R. Manzarek | 5:36 |

## Personal
Informació provinent de l'edició original d'Elektra de 1971.
The Doors
- Ray Manzarek – veu, teclats
- Robby Krieger – veu, guitarra
- John Densmore – bateria

Músics addicionals
- Jack Conrad – baix a In the «In the Eye of the Sun», «Variety Is the Spice of Life» i «Tightrope Ride»
- Jerry Scheff – baix a «Down on the Farm», «I’m Horny, I’m Stoned» i «Wandering Musician»
- Wolfgang Melz – baix a «Hang on to Your Life»
- Ray Neapolitan – baix a «Ship w/ Sails»
- Willie Ruff – baix acústic a «Ship w/ Sails»
- Francisco Aguabella – percussió a «Ship w/ Sails» i «Hang on to Your Life»
- Emil Richards – marimba a «Down on the Farm»

### Producció
- Producció – The Doors, Bruce Botnick
- Masterització – Bob MacLeod
- Disseny – Ron Raffaelli

## Llistes

#### Àlbum
| Any  | Llista        | Posició | Setmanes llista |
| ---- | ------------- | ------- | --------------- |
| 1971 | Billboard 200 | 31      | 15              |

#### Senzills
| Any  | Senzill (Cara A / Cara B)                         | Llista            | Posició | Setmanes llista |
| ---- | ------------------------------------------------- | ----------------- | ------- | --------------- |
| 1971 | «Tightrope Ride» / «Variety Is The Spice of Life» | Billboard Hot 100 | 71      | 7               |